# Michael Garvens

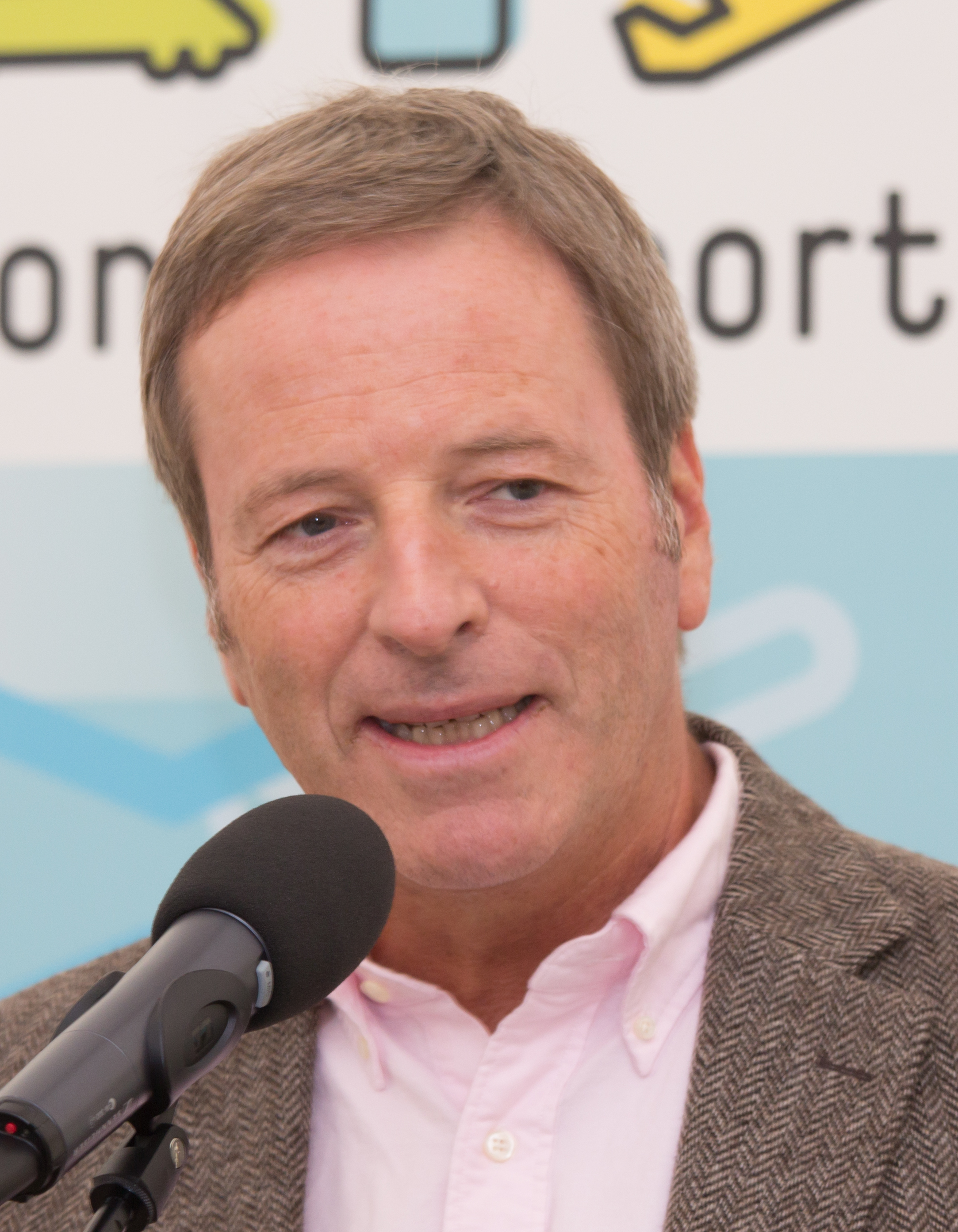
Michael Garvens (2015)

Michael Garvens (* 9. Dezember 1958 in Hittfeld) ist ein deutscher Manager.

## Leben
Nach dem Abitur studierte Garvens von 1981 bis 1984 Betriebswirtschaftslehre an der Wirtschaftsakademie Hamburg und arbeitete zunächst im elterlichen Bodenbelagbetrieb. Herbert Wendlik, damaliger Geschäftsführer der Luftfahrtgesellschaft Condor und Garvens ehemaliger Schwiegervater, holte ihn 1986 als Controller zur Hapag-Lloyd Luftfahrtgesellschaft. Im Jahr 1990 wechselte Garvens zur Lufthansa-Tochter Globe Ground nach Berlin, wo er 1999 die Geschäftsführung übernahm.

### Geschäftsführer des Flughafens KölnBonn
Vom 1. Februar 2002 bis zu seinem Ausscheiden am 31. Dezember 2017 war Garvens Geschäftsführer der Flughafen Köln/Bonn GmbH. Als er 2002 die Führung übernahm, stand das Unternehmen angeblich kurz vor der Insolvenz. Unter der Geschäftsführung von Garvens wurde Köln/Bonn der am schnellsten wachsende Flughafen Deutschlands. Die Passagierzahlen stiegen in dieser Zeit nach Unternehmensangaben von 5,5 Millionen auf 11,9 Millionen im Jahr 2016. Die Entwicklung unter Garvens feierte etwa Die Zeit schon 2003 als das „Wunder von Wahn“. Unter anderem gelang es ihm, den Flughafen zu einem Drehkreuz für Billigfluggesellschaften zu machen und mit Germanwings und Hapag-Lloyd Express zwei Neueinsteiger am Billigflugmarkt für seinen Standort zu gewinnen.

### Vorwürfe
Im November 2017 wurde Garvens von der Flughafen Köln/Bonn GmbH beurlaubt, nachdem gegen ihn der Vorwurf der Untreue erhoben worden war. Ihm wurde vorgeworfen, dass er mehr als 50 Mitarbeiter, darunter Führungskräfte, teilweise über Jahre hinweg freigestellt habe. Im Zusammenhang mit der Zahlung von mehr als einer Million Euro an ein Frachtunternehmen, für die keine Gegenleistung erkennbar ist, steht der Verdacht der illegalen Überlassung vom Arbeitnehmern im Raum. Darüber hinaus soll er von einem mittlerweile insolventen am Flughafen Köln/Bonn ansässigen Unternehmen ein Flugzeug für private Flüge nach Sylt angemietet und nicht korrekt abgerechnet haben. In diesen Fällen ermittelt die Kölner Staatsanwaltschaft gegen ihn. Weitere Vorwürfe betreffen die Manipulation des Auswahlverfahrens für die Prüfer des Jahresabschlusses und die verzögerte Beseitigung schwerwiegender Mängel des Brandschutzes am Flughafen. Aufgrund einer Einstweiligen Verfügung kehrte Garvens nach wenigen Wochen an seinen Arbeitsplatz zurück.
Von einem Wirtschaftsprüfer und einem Beratungsunternehmen wurde behauptet, es habe Unregelmäßigkeiten bei Personalpolitik und beim Betrieb des Flughafens gegeben. Garvens ließ die Anschuldigungen als haltlos zurückweisen. Mitte Dezember 2017 schlossen Garvens und die Flughafen Köln/Bonn GmbH einen Aufhebungsvertrag, der Garvens Ausscheiden aus dem Unternehmen zum 31. Dezember 2017 beinhaltet.
Im September 2022 stellte die Staatsanwaltschaft Köln das Ermittlungsverfahren wegen Verdacht auf Untreue und Steuerhinterziehung gegen Garvens ohne Auflagen ein.

### Privates
Michael Garvens ist verheiratet und lebt in Frankenforst, einem Stadtteil von Bergisch Gladbach.